# سيدريك براون
سيدريك براون (بالإنجليزية: Cedric Brown)‏ هو لاعب كرة قدم أمريكية أمريكي، ولد في 6 مايو 1954 في كولومبوس في الولايات المتحدة.

## وصلات خارجية
- سيدريك براون على موقع مرجع كرة القدم المحترفة.كوم (الإنجليزية)